# 金敏徹
金敏徹（：／ Kim Min-cheol，1967年11月18日—），大韓民國自由派政治人物，第21屆國會議員。